# ZAP (プロレス)
ZAP（ザップ）は、全日本女子プロレスにて活動していた覆面ヒールレスラー軍団。ユニット名は「Zenjo（全女） Afflict（苦しめる） Purpose（意図する）」の略。最初はヘイディーズを名乗るもZAPに変更された。

## 経歴
獄門党消滅後の1998年に渡辺智子が同期でありともにU-TOPSを組んでいた伊藤薫とともに覆面を被りコートを着た「怪覆面組」として試合に乱入するようになる。正式に試合が組まれるようになると、若手の中原奈々がセコンドに付くようになった。正体が判明した試合後に堀田祐美子が全選手に対して「向こう（怪覆面組側）へ行きたい奴は今すぐ行け」と問いかけたところ、練習生であった磯崎ともかが合流。その後正式にユニット名をZAPとしてZAP-T（渡辺）、ZAP-I（伊藤）、ZAP中原、ZAP磯崎を名乗った。
ZAP-T、ZAP-Iは素顔と並行して活動していたが、ZAP中原・ZAP磯崎は本格的な覆面レスラーとなった。特に磯崎はデビュー時より覆面を被っていた。
しばらくして磯崎・中原が相次いで引退し、2003年には伊藤も退団。渡辺のみ引き続きZAP-Tとしての活動を継続し、ダンプ松本の復帰により再結成された極悪同盟に加わるが、2005年に全女は解散し、さらに2006年に渡辺も引退したため、ZAPは事実上活動終了。
しかし、2008年の「武藤裕代☆救世忍者乱丸10周年興行」でZAP-I、ZAP-T、ZAP磯崎の3WAY戦が組まれた。
2011年、伊藤が旗揚げに加わったワールド女子プロレス・ディアナ、HappyHour!!にてZAP-I、ZAP-Tタッグが復活した。
後に渡辺がディアナで現役復帰したのに伴い不定期でタッグを組んでいたが、渡辺がディアナを退団しフリーを経てマーベラス旗揚げに参加してからはZAP-TがリングネームZAPとしてダンプ松本・堀田祐美子興行に参戦している。

## メンバー
- ZAP-T（渡辺智子）
- ZAP-I（伊藤薫）
- ZAP中原（中原奈々）
- ZAP磯崎（磯崎ともか）

## 獲得したタイトル
- 第106代WWWA世界タッグ王座
- 第15代JWP認定タッグ王座